# Проста форма (кристалографія)
Проста форма — це сукупність граней кристалу, пов'язаних між собою елементами симетрії.

## Загальний опис
Грані кожної окремої простої форми кристалів хімічних речовин є однаковими за фізичними і хімічними властивостями, а в ідеальних кристалах — і за обрисами та розмірами. Чим більше елементів симетрії у виді симетрії, тим складніші прості форми, що властиві кристалу. Загальна кількість простих форм — 47. Приклади простих форм: моноедр, пінакоїд, діедр, призма, піраміда, тетраедр, трапецоедр, скаленоедр, ромбоедр тощо.
Розрізняють загальні і власні прості форми.
- Загальна проста форма — грані розміщені косо щодо усіх осей і площин симетрії;
- Власна проста форма — грані або перпендикулярні хоча б до однієї осі чи площини симетрії, або паралельні до неї, або розміщені симетрично щодо двох чи декількох однакових осей або площин симетрії.